# Sencelles
Sencelles är en kommun i Spanien. Den ligger i den autonoma regionen Balearerna i östra delen av landet. Antalet invånare är 3 900 (2024). Sencelles ligger på ön Mallorca.